# Ivar Mountbatten
Lord Ivar Alexander Michael Mountbatten DL (* 9. März 1963 in London) ist ein britischer Adliger.
Er stammt aus der Battenberg-Mountbatten-Familie und ist ein Neffe zweiten Grades von Prince Philip, Duke of Edinburgh, sowie Cousin zweiten Grades von König Charles III. Er ist der zweite Sohn des David Mountbatten, 3. Marquess of Milford Haven, aus dessen zweiter Ehe mit Janet Mercedes Bryce. Als Sohn eines Marquess führt er das Höflichkeitsprädikat Lord. Im Alter von acht Jahren verlor Mountbatten seinen Vater. Sein älterer Bruder ist der Polospieler George Mountbatten, 4. Marquess of Milford Haven.
Er besuchte die Gordonstoun School in Elgin, Schottland, und schloss sein Studium am Middlebury College in Vermont, U.S.A., als Bachelor of Arts ab. 2000 war er Vorstand der International Corporate Protection Ltd in 2000.
Er war Taufpate von Lady Louise Mountbatten-Windsor bei ihrer Taufe am 24. April 2004 auf Windsor Castle. 2009 erhielt er das Amt eines Deputy Lieutenant von Devon.
Er war von 1994 bis 2011 mit Penelope Anne Vere Thompson (* 17. März 1966) verheiratet und hat mit ihr drei Töchter. Heute lebt er in einer Partnerschaft mit James Coyle; die beiden heirateten am 22. September 2018. Mountbatten ist der erste Verwandte der königlichen Familie, der sich öffentlich als bisexuell geoutet hat.